# Municipio de Woodland (condado de Fulton)
El municipio de Woodland (en inglés: Woodland Township) es un municipio ubicado en el condado de Fulton en el estado estadounidense de Illinois. En el año 2010 tenía una población de 415 habitantes y una densidad poblacional de 4,2 personas por km².

## Geografía
El municipio de Woodland se encuentra ubicado en las coordenadas 40°13′40″N 90°16′29″O / 40.22778, -90.27472. Según la Oficina del Censo de los Estados Unidos, el municipio tiene una superficie total de 98.92 km², de la cual 98,32 km² corresponden a tierra firme y (0,6 %) 0,6 km² es agua.

## Demografía
Según el censo de 2010, había 415 personas residiendo en el municipio de Woodland. La densidad de población era de 4,2 hab./km². De los 415 habitantes, el municipio de Woodland estaba compuesto por el 98,55 % blancos, el 0,48 % eran amerindios, el 0,24 % eran de otras razas y el 0,72 % eran de una mezcla de razas. Del total de la población el 0,48 % eran hispanos o latinos de cualquier raza.